# シラク地方
シラク地方（シラクちほう、Շիրակի մարզ）はアルメニア北西部の地方。中心都市はギュムリ。
北でジョージアに、西でトルコに接する。国内では、南のアラガツォトゥン地方、東のロリ地方と隣り合う。
面積は2,679km²。人口は257,242人（2001年）。

## 都市
行政の中心ギュムリのほかに、マラリク、アルティクなど。

## 下位行政区分
6つのコミュニティ（地区）がある。
1. アフリャン地区
2. アマシア地区
3. アニ地区
4. アショツク地区
5. アルティク地区
6. ギュムリ地区